# Patrouille du Yangtsé
La Patrouille du Yangtsé (en anglais : Yangtze Patrol), également connue sous le nom de Force de patrouille du fleuve Yangtsé (en anglais:Yangtze River Patrol Force), Patrouille du fleuve Yangtsé (en anglais:Yangtze River Patrol), YangPat et ComYangPat, était une opération navale prolongée de 1854 à 1949 visant à protéger les intérêts américains dans les ports conventionnés du fleuve Yangtsé. La patrouille du Yangtsé a également patrouillé les eaux côtières de la Chine où elle a protégé les citoyens américains, leurs biens et les missionnaires chrétiens.

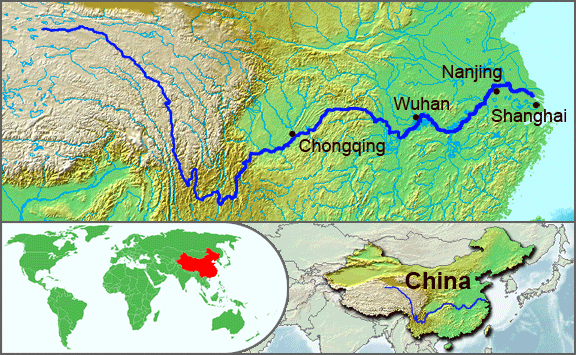
Le fleuve Yangtze, en Chine

Le fleuve Yangtsé est le plus long fleuve de Chine et il joue un rôle commercial important, les navires océaniques remontant jusqu'à la ville de Wuhan. Cette unité de la taille d'un escadron naviguait sur les eaux du Yangtze depuis Shanghai, sur l'océan Pacifique, jusqu'à l'intérieur de la Chine à Chungking.
Au départ, la patrouille du Yangtsé était formée de navires de la marine américaine (United States Navy) et affectée à l'escadron des Indes orientales (East India Squadron). En 1868, les fonctions de patrouille ont été confiées à l'Escadron asiatique (Asiatic Squadron) de la marine américaine. En vertu des traités inégaux, les États-Unis, le Japon et diverses puissances européennes, notamment le Royaume-Uni, qui navigue sur le Yangtze depuis 1897, sont autorisés à naviguer sur les fleuves chinois.
En 1902, la flotte asiatique des États-Unis prend le contrôle des opérations de la patrouille du Yangtsé.
En 1922, la Patrouille du Yangtsé a été établie comme une composante officielle de la Marine américaine en Chine.
En 1942, au début de la Seconde Guerre mondiale, la Patrouille du Yangtsé a effectivement cessé ses opérations en Chine en raison des ressources limitées de la marine américaine, qui avait besoin des équipages de la patrouille et de leurs navires ailleurs pour combattre les forces japonaises dans le Pacifique.
Après la fin de la Seconde Guerre mondiale, la Patrouille du Yangtsé a repris ses fonctions en 1945, mais sur une base plus limitée avec moins de navires pendant la guerre civile chinoise. Lorsque les forces communistes chinoises ont fini par occuper la vallée du fleuve Yangtsé en 1949, la marine américaine a définitivement cessé ses opérations et a dissous la patrouille du Yangtsé .

## Opérations (1854-1949)

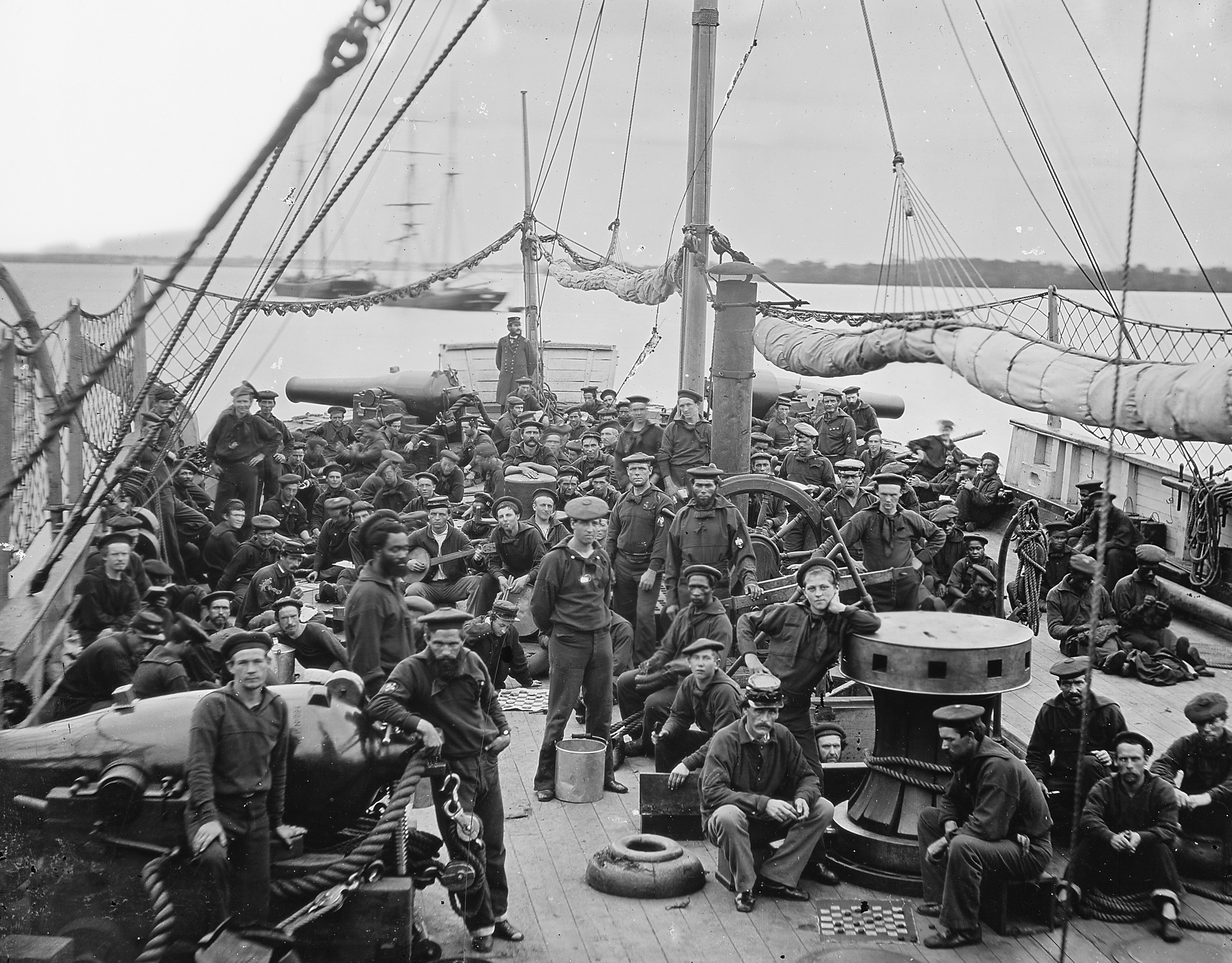
Marins de la marine américaine, à bord d'une canonnière de 1864.

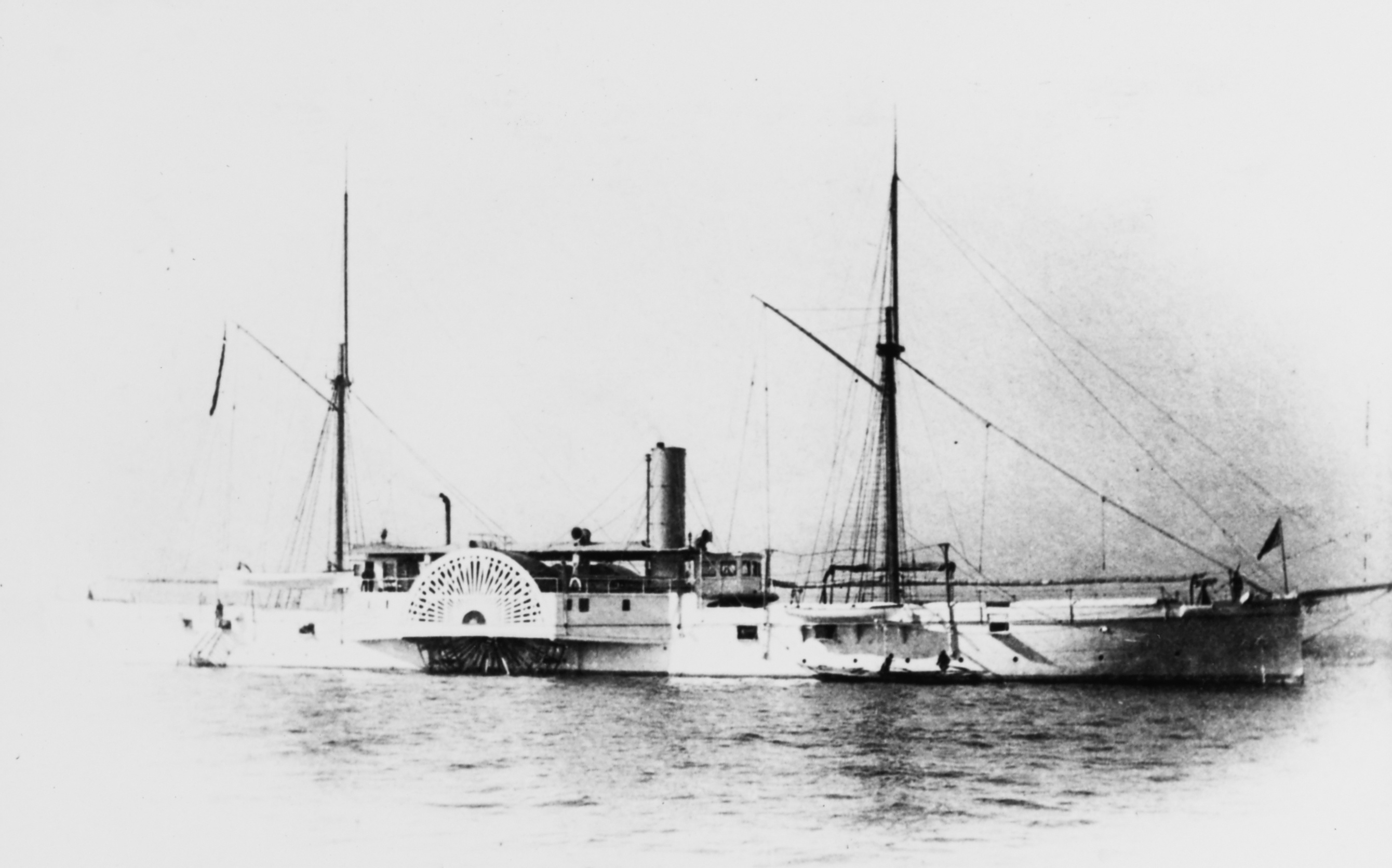
L'USS Ashuelot, une canonnière fluviale à vapeur de la marine américaine, faisant partie de la patrouille du Yangtsé, en service pendant un an, en 1874, pour protéger les intérêts américains à Shanghai, en Chine, et en tant qu'expédition d'exploration le long du cours supérieur du Yangtsé, photographie, vers 1874.

### XIXesiècle

#### 1854-1860
À la suite des traités imposés à la Chine par des puissances étrangères après la première (1839-1842) et la deuxième guerre de l'opium (1856-1860), la Chine a été ouverte au commerce extérieur dans un certain nombre d'endroits connus sous le nom de "ports ouverts" où les étrangers étaient autorisés à vivre et à faire des affaires. Les traités ont également créé la doctrine de l'extraterritorialité, un système selon lequel les citoyens de pays étrangers vivant en Chine étaient soumis aux lois de leur pays d'origine. Le traitement de la nation la plus favorisée prévu par les traités garantit aux autres pays que les mêmes privilèges leur seront accordés, et bientôt de nombreux pays, dont les États-Unis, exploitent des navires marchands et des canonnières sur les voies navigables de la Chine.

#### 1860-1900
Au cours des années 1860 et 1870, les navires marchands américains étaient très présents sur le cours inférieur du fleuve Yangtsé, opérant jusqu'au port en eau profonde de Hankou, à 1 090 km à l'intérieur des terres. La mission supplémentaire des patrouilles anti-piraterie a nécessité que des équipes de débarquement navales et maritimes américaines soient mises à terre à plusieurs reprises pour protéger les intérêts américains. En 1874, la canonnière américaine Ashuelot se rendit jusqu'à Yichang, au pied des gorges du Yangtsé, à 1 569 km de la mer. Au cours de cette période, la plupart des membres du personnel américain ont trouvé qu'un tour dans le Yangtsé était sans histoire, car une importante compagnie maritime américaine avait vendu ses intérêts à une entreprise chinoise, laissant la patrouille avec peu de choses à protéger. Cependant, comme la stabilité de la Chine a commencé à se détériorer après 1890, la présence navale américaine a commencé à augmenter le long du Yangtsé.

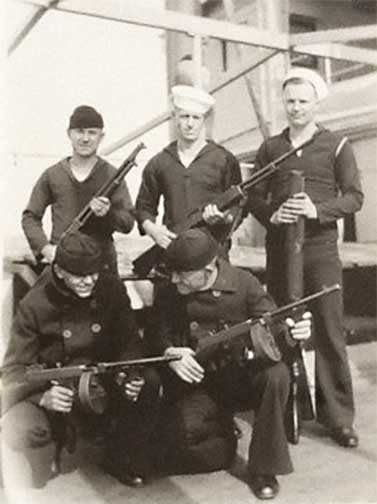
Marins de la patrouille du Yangtsé sur la canonnière fluviale USS Luzon en 1932, armés d'un fusil de chasse Winchester modèle 1897, de mitraillettes Thompson modèle 1928 avec des chargeurs à tambour en L, d'un fusil automatique Browning modèle 1918 (BAR) et d'une mitrailleuse Lewis Mark IV modèle 1917.

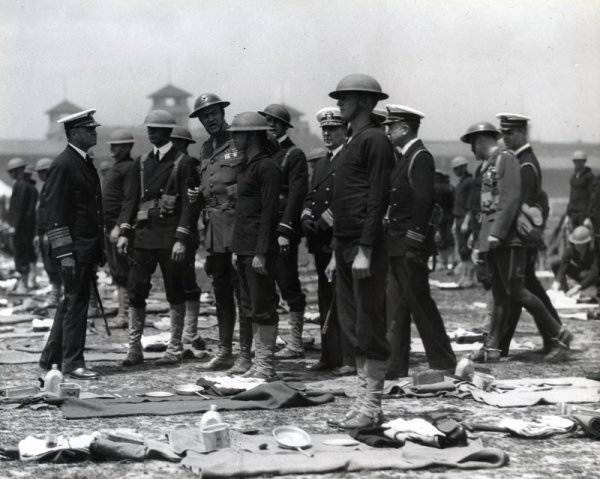
L'amiral Mark. L. Bristol (à gauche), commandant de la flotte asiatique, et le contre-amiral Yates Stirling, Jr, commandant de la patrouille du Yangtsé (au centre), accompagnés d'un colonel du corps des Marines des États-Unis et d'autres officiers, effectuant une inspection de la force de débarquement de la flotte en 1928 à l'hippodrome de Shanghai, à l'embouchure du fleuve Yangtsé. Notez les casques Brodie de type dishpan, portés par le personnel de la marine, qui ont été utilisés par les militaires américains de 1917 à 1942.

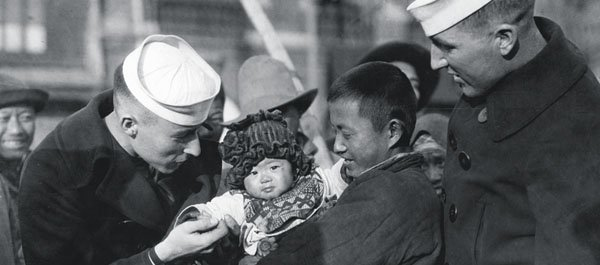
Marins de la patrouille du Yangtsé, en 1930, avec des citoyens chinois locaux à Shanghai, qui était un lieu d'affectation très recherché par la marine américaine.

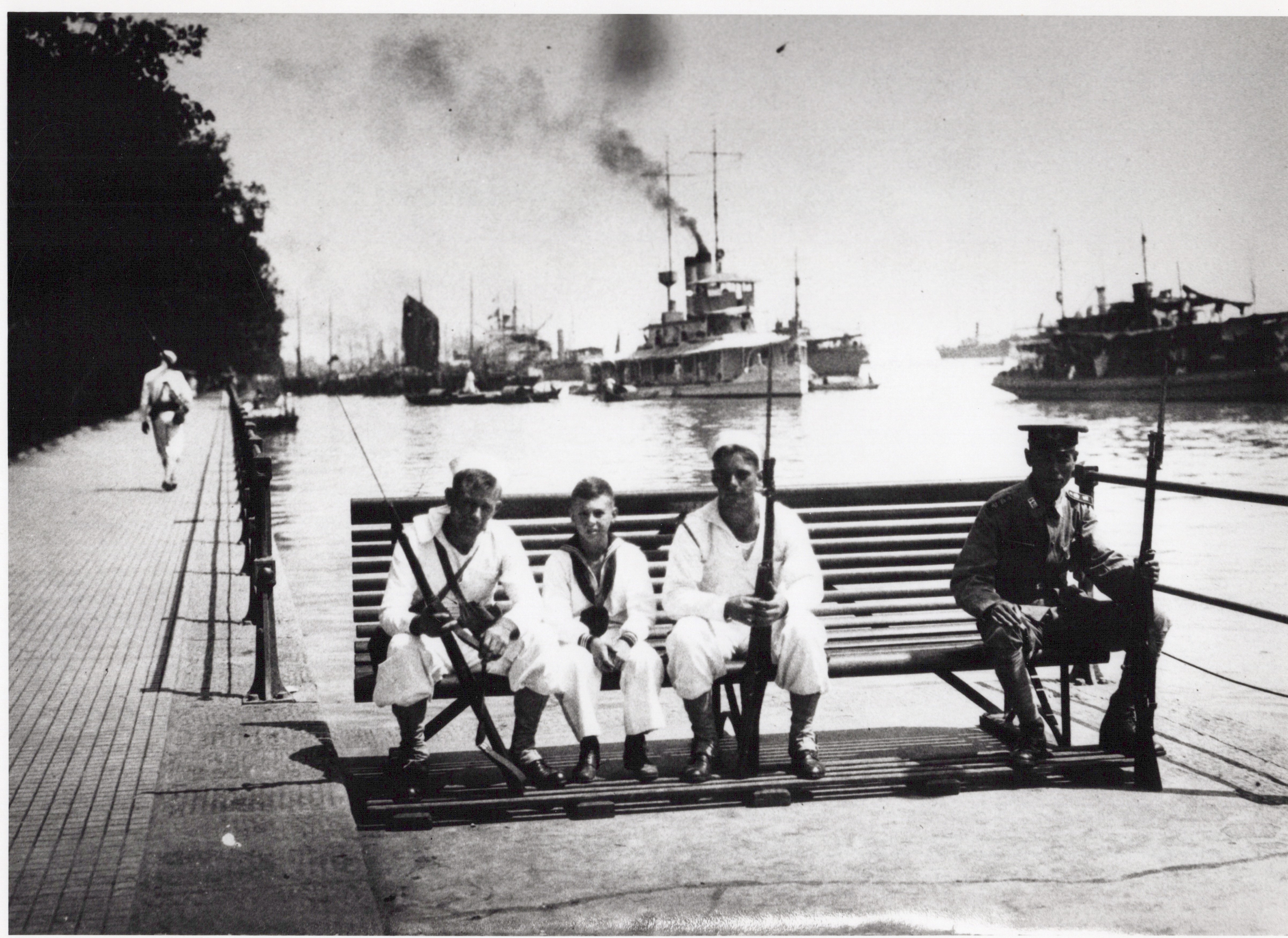
1926 Hankow, USS Palos

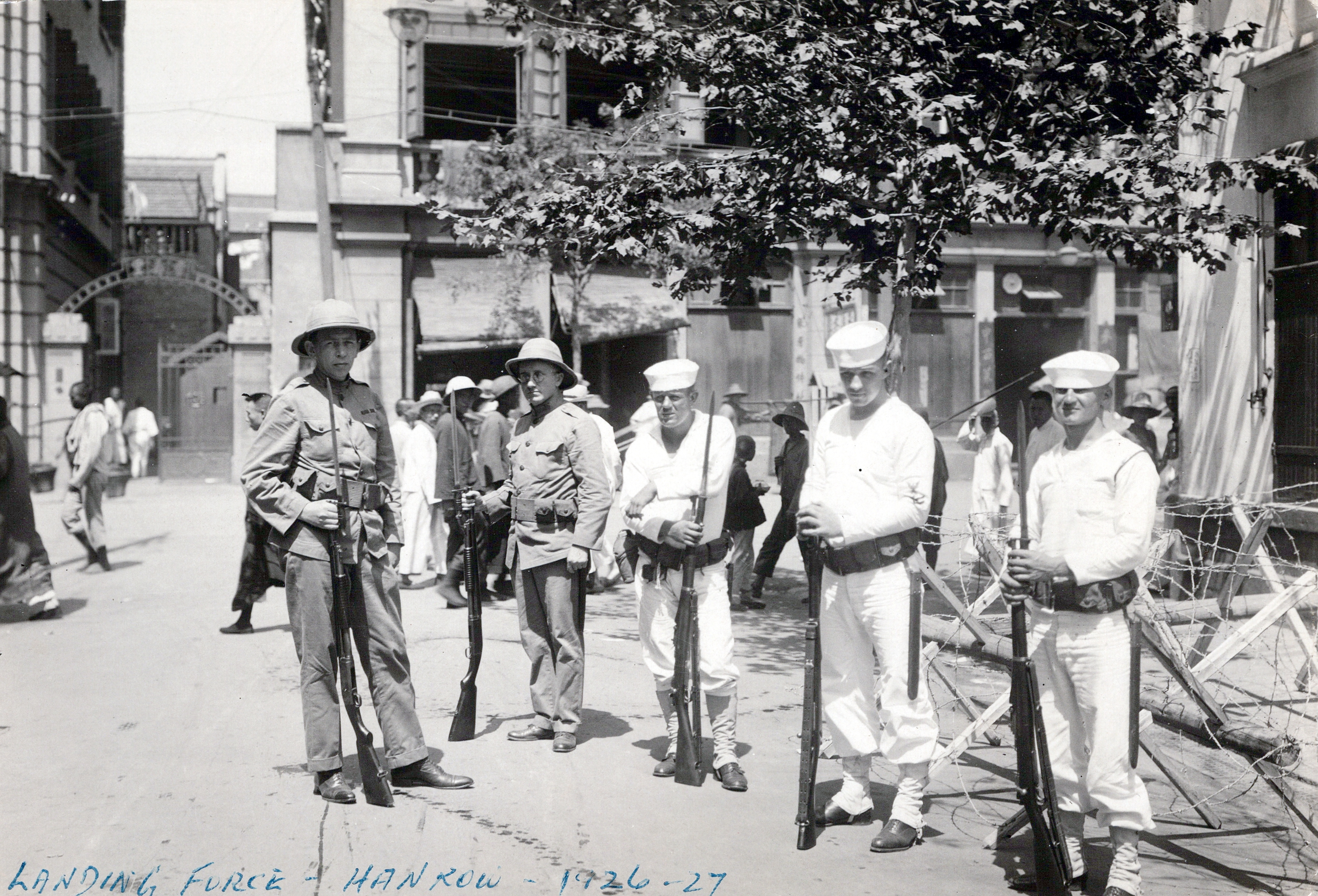
1927 Hankow, groupe de débarquement de l'USS Palos.

### XXesiècle

#### 1900-1920
En 1901, les navires marchands battant pavillon américain reviennent sur le Yangtsé lorsque la Standard Oil Company met en service un pétrolier à vapeur sur le cours inférieur du fleuve. Au cours de la même décennie, plusieurs petits navires à moteur ont commencé à transporter du kérosène, le principal produit pétrolier utilisé en Chine par cette compagnie. À la même époque, la marine américaine acquiert quatre navires espagnols (les canonnières USS Elcano, Quiros, Villalobos, et Callao), qu'elle avait saisis aux Philippines pendant la guerre hispano-américaine. Ces navires sont devenus le noyau de la patrouille du fleuve Yangtsé pendant les douze premières années du XXe siècle, mais ils n'avaient pas la puissance nécessaire pour aller au-delà d'Yichang sur les tronçons les plus difficiles du fleuve.
Les USS Palos et Monocacy ont été les premières canonnières américaines construites spécifiquement pour le service sur le fleuve Yangtsé. Le chantier naval Mare Island Naval Shipyard de Vallejo, en Californie, les a construites en 1913. La marine américaine les a ensuite fait démonter et expédier en Chine à bord du vapeur américain Mongolia. Le Chantier naval de Jiangnan de Shanghai les a réassemblés et mis en service en 1914.
Plus tard en 1914, les deux navires ont démontré leur capacité à affronter les rapides du fleuve supérieur lorsqu'ils ont atteint Chongqing, qui se trouvait à plus de 2 100 km de la mer, puis sont allés jusqu'à Leshan sur le fleuve Min. En 1917, les États-Unis sont entrés dans la Première Guerre mondiale. Ils ont rendu les canons de Palos et de Monocacy inopérants pour protéger la neutralité de la Chine. Après l'entrée en guerre de la Chine aux côtés des Alliés, la marine américaine a réactivé les canons.
En 1917, le premier pétrolier de la Standard Oil atteignit Chongqing, et un modèle de commerce américain sur le fleuve commença à émerger. Le 17 janvier 1918, des Chinois armés attaquèrent le Monocacy et il fut obligé de riposter avec son canon de 6 livres. Le service de transport de passagers et de marchandises par des navires battant pavillon américain a commencé en 1920 avec la Robert Dollar Line et l'American West China Company. Ils ont été suivis en 1923 par la Yangtze River Steamship Company, qui est restée sur le fleuve jusqu'en 1935, bien après le départ des autres navires américains de transport de passagers et de marchandises.

#### 1920-1930
Au début des années 1920, la patrouille se retrouve à combattre les forces des seigneurs de la guerre et des bandits. Pour faire face à ses responsabilités accrues sur le fleuve, la marine américaine a construit six nouvelles canonnières à Shanghai en 1926-1927 et les a mises en service à la fin de 1927-1928 sous le commandement du contre-amiral Yates Stirling Jr.. pour remplacer quatre embarcations, initialement saisies à l'Espagne pendant la guerre hispano-américaine, qui patrouillaient depuis 1903. Tous étaient capables d'atteindre Chongqing en période de crue, et ce, toute l'année. Appelés collectivement par la presse américaine "les six nouveaux", les USS Luzon et Mindanao étaient les plus grands, les USS Oahu et Panay les suivants, et les USS Guam et Tutuila les plus petits. Ces navires ont donné à la marine la capacité dont elle avait besoin à une époque où les exigences opérationnelles augmentaient rapidement.
À la fin des années 1920, Chiang Kai-shek et l'Expédition du Nord ont créé une situation militaire volatile pour la patrouille le long du Yangtsé.

#### 1930-1942
Après que les Japonais eurent pris le contrôle de la majeure partie des cours moyen et inférieur du Yangtsé dans les années 1930, les canonnières fluviales américaines entrèrent dans une période d'inactivité et d'impuissance. Au début des années 1930, l'Armée nationale révolutionnaire a pris le contrôle d'une grande partie de la rive nord du moyen fleuve. Le point culminant des hostilités a lieu en 1937 avec le massacre de Nankin et le naufrage du Panay par les Japonais. L'incident de l'USS Panay a été la première perte d'un navire de la marine américaine dans le conflit qui allait bientôt devenir la Seconde Guerre mondiale.

Juste avant l'attaque de Pearl Harbor, la plupart des navires de la patrouille du fleuve Yangtsé ont été sortis de Chine, seules les plus petites canonnières, le Wake (rebaptisé Guam) et le Tutuila restant sur place. Le Wake, à Shanghai, a ensuite été capturé par les Japonais. Le Tutuila, à Chungking, est remis aux Chinois. Lorsque les autres canonnières atteignent Manille, la patrouille du fleuve Yangtsé est officiellement dissoute lorsque, le 5 décembre 1941, le contre-amiral Glassford envoie le message " COMYANGPAT DISSOLVED ". Par la suite, les navires évacués ont tous été sabordés, ou capturés avec leurs équipages et emprisonnés par les Japonais, après la chute de Corregidor à la mi-1942. Le Luzon a ensuite été récupéré et utilisé par les Japonais. Le USS Asheville (PG-21) a été coulé au combat le 3 mars 1942 et le Mindanao a été sabordé le 2 mai ; le Oahu a été coulé au combat le 5 mai 1942.
Pendant différentes périodes, le personnel de la marine et du corps des Marines qui participait à la patrouille pouvait prétendre à la médaille du service du Yangtsé (Yangtze Service Medal) ou à la médaille du service en Chine (China Service Medal).

#### 1945-1949
Après la capitulation du Japon, certaines patrouilles sur le fleuve ont repris en septembre 1945. Quelques jours après la capitulation du Japon, l'amiral Thomas C. Kinkaid, commandant de la 7e flotte des États-Unis, a fait route vers le sud à bord de l'USS Rocky Mount pour rejoindre la Task Force 73 et poursuivre sa route vers Shanghai. Cependant, ils ont été retardés en raison d'un grand typhon et du dragage de la rivière. Ils ont finalement remonté le fleuve et sont arrivés à Shanghai le 19 septembre 1945, avec les premiers navires alliés depuis plus de trois ans. La flottille américaine comprenait le navire de commandement (USS Rocky Mount), deux croiseurs légers, quatre destroyers, douze destroyers d'escorte et de nombreux bateaux PT boat et dragueurs de mines, ainsi qu'un contingent naval britannique composé de trois croiseurs légers, six destroyers, six destroyers d'escorte et quelques dragueurs de mines. En novembre, le nouveau croiseur lourd USS St. Paul rejoint l'unité.

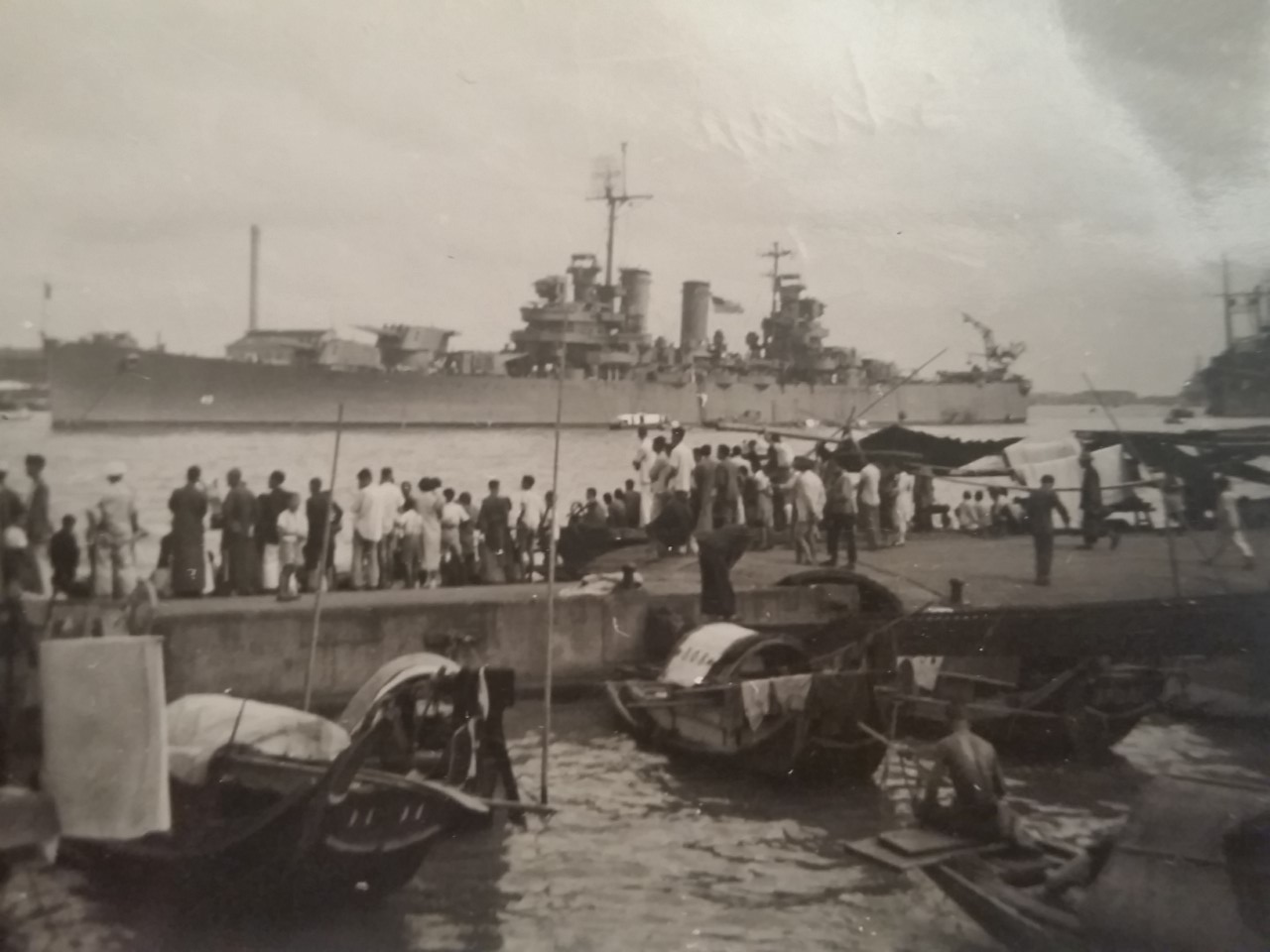
L' en octobre 1945 en patrouille sur le fleuve Yangtsé dans la rivière Whangpoo, à Shanghai, en Chine. Le navire est vu depuis la jetée de Whangpoo avec l'USS Rocky Mount sur la droite.

Lorsque la guerre civile chinoise a finalement atteint la vallée du Yangtsé, en 1949, la marine américaine a définitivement cessé ses opérations sur le fleuve Yangtze et a officiellement dissous la patrouille du Yangtsé.

## Les canonnières de patrouille du fleuve Yangtsé

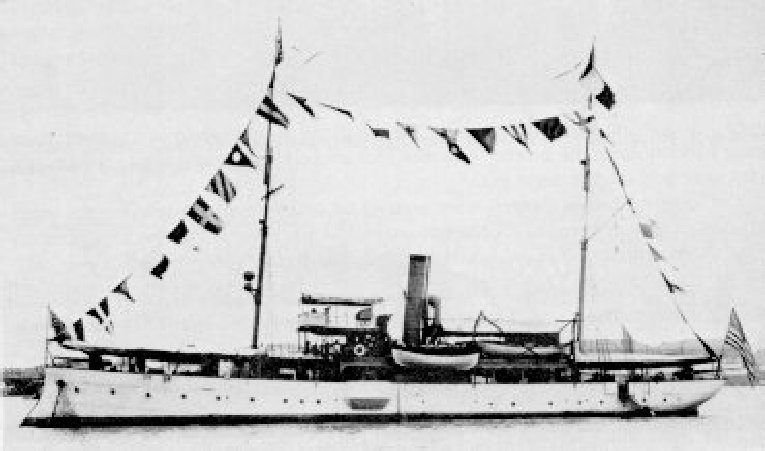
USS Elcano (1902-1928)
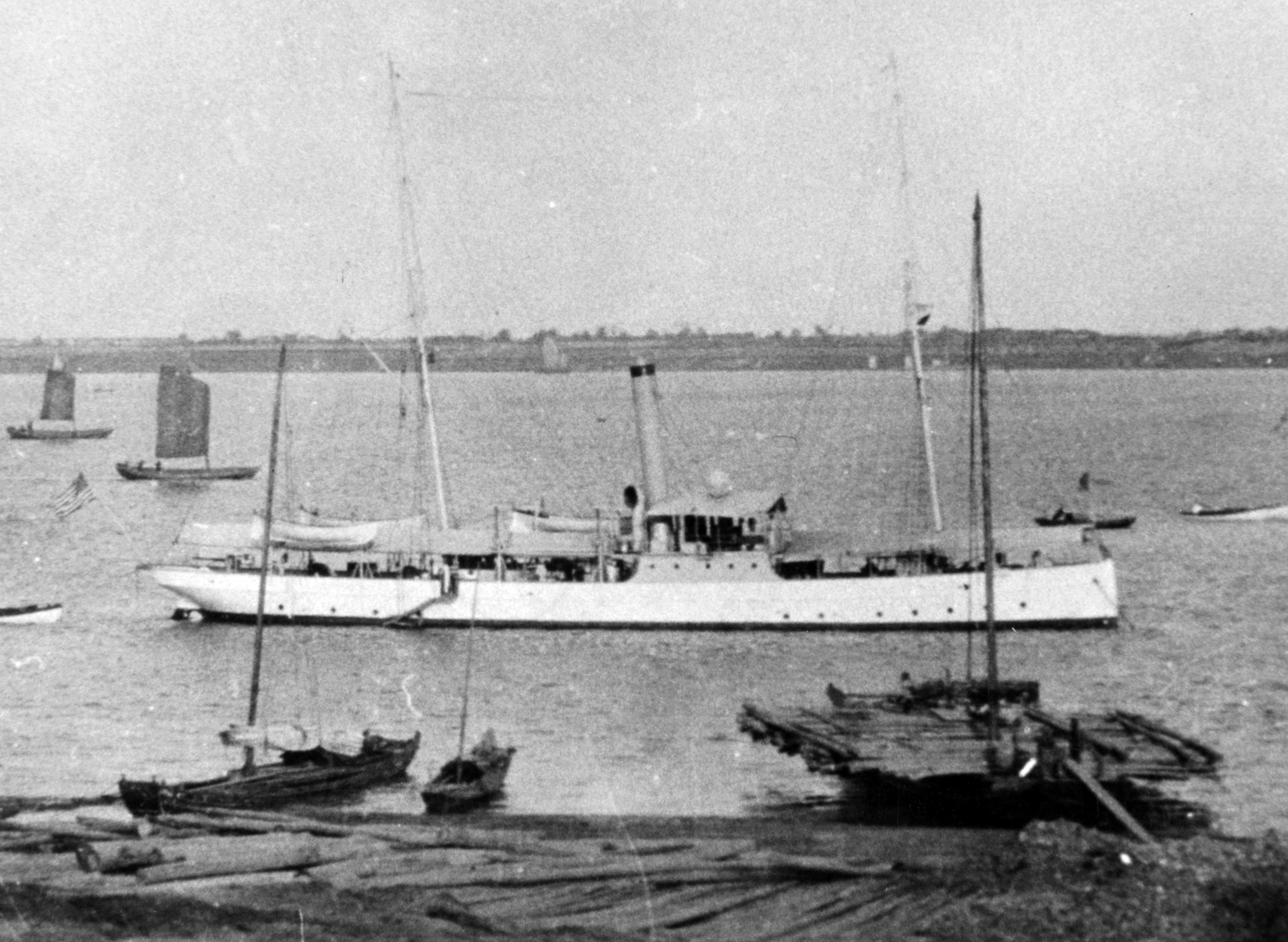
USS Villalobos (1903-1928)
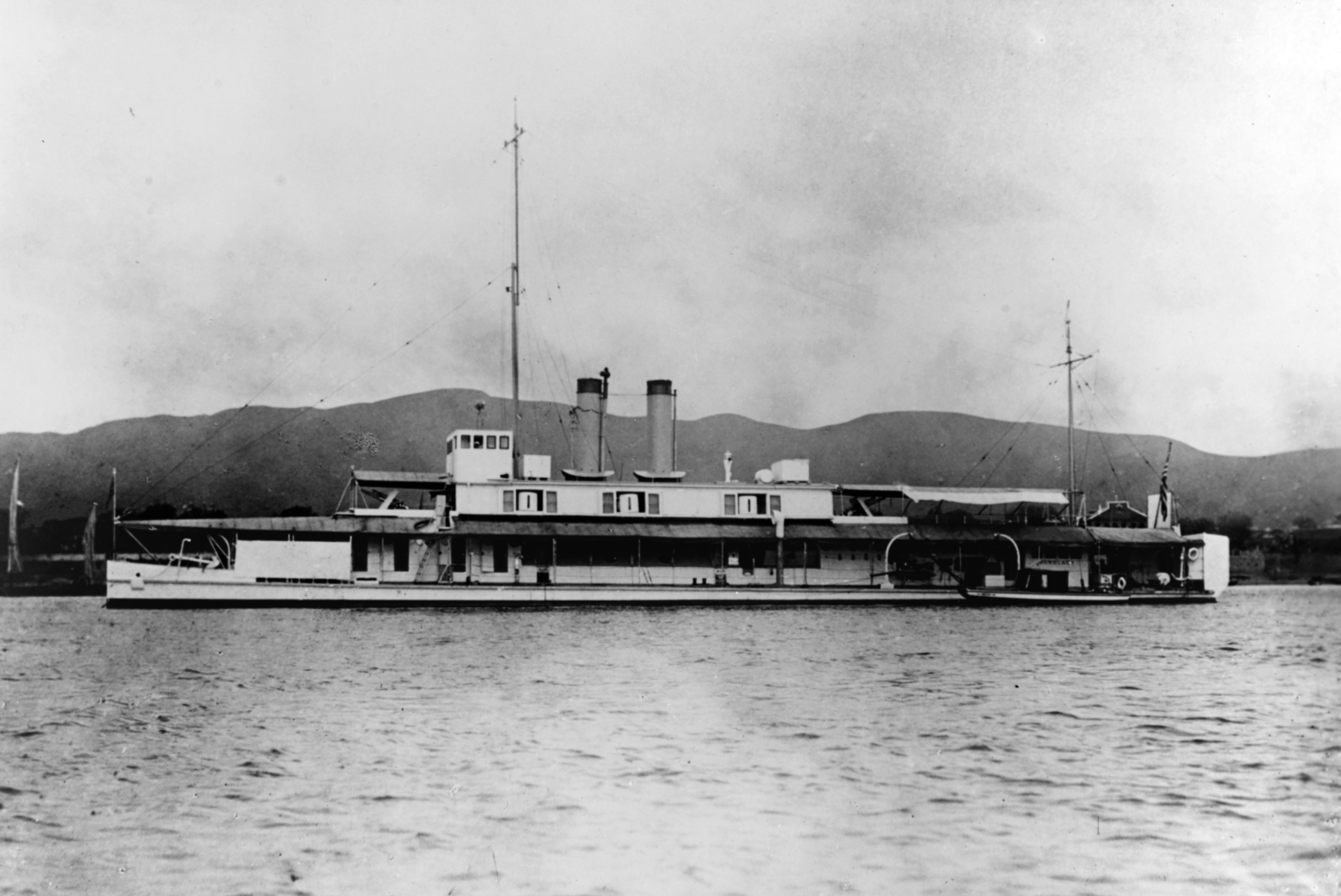
USS Monocacy (1914-1939)
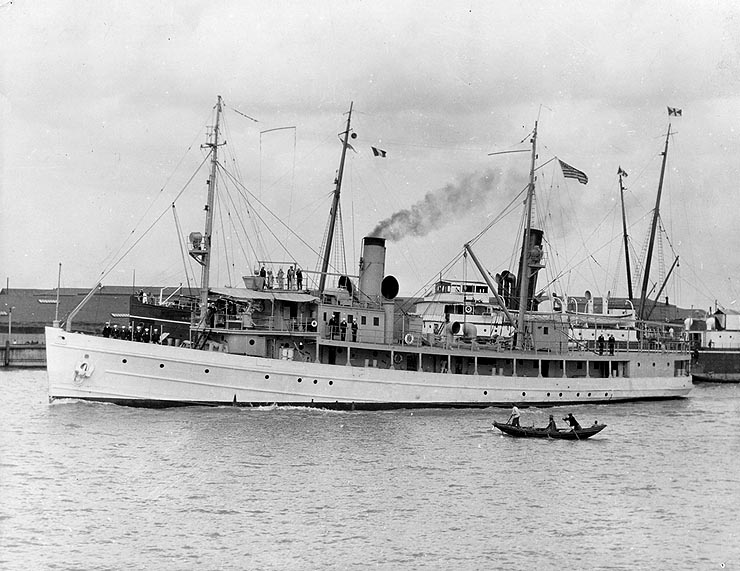
USS Penguin (1923-1941)
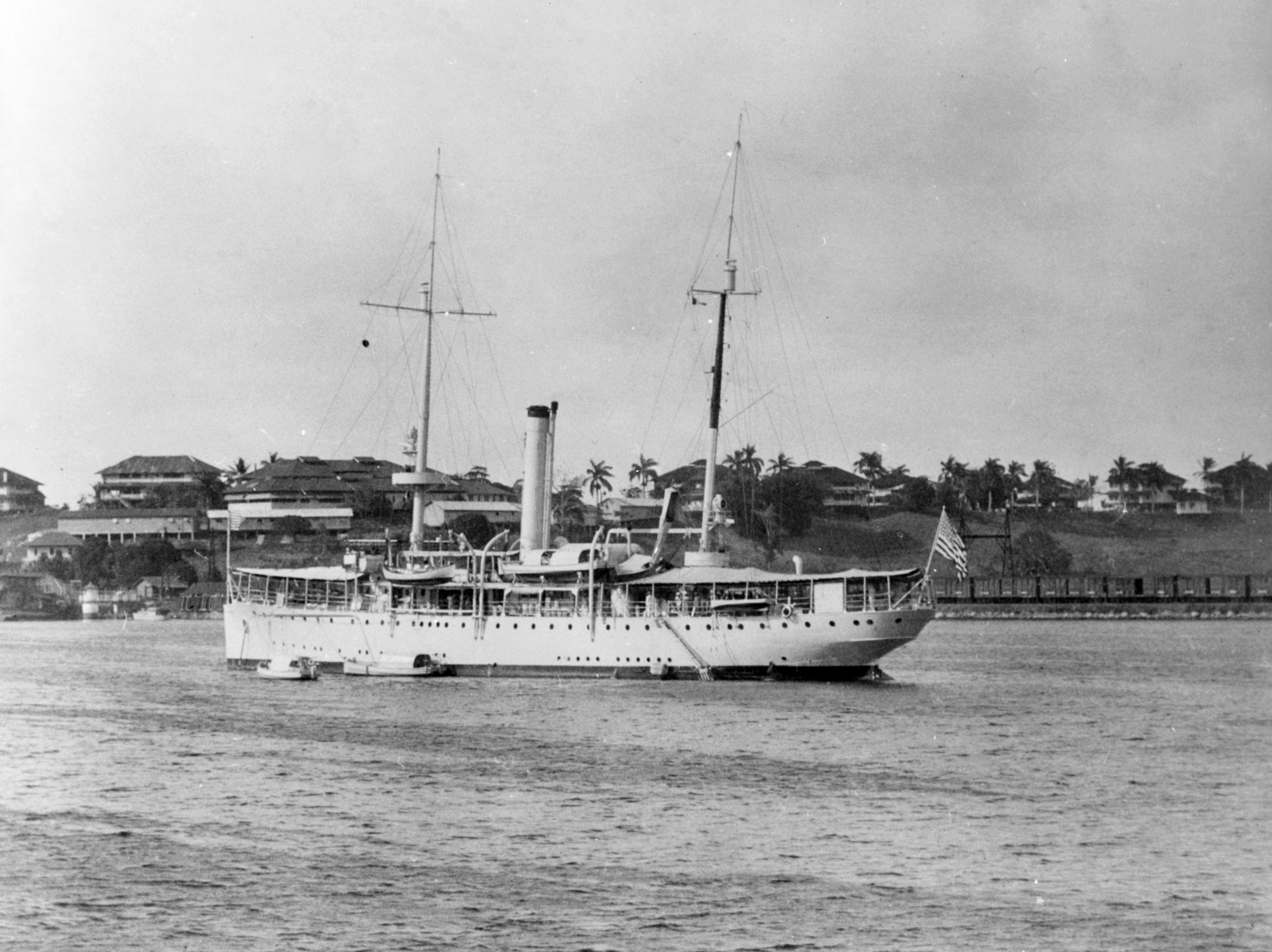
USS Asheville (1926-1927)
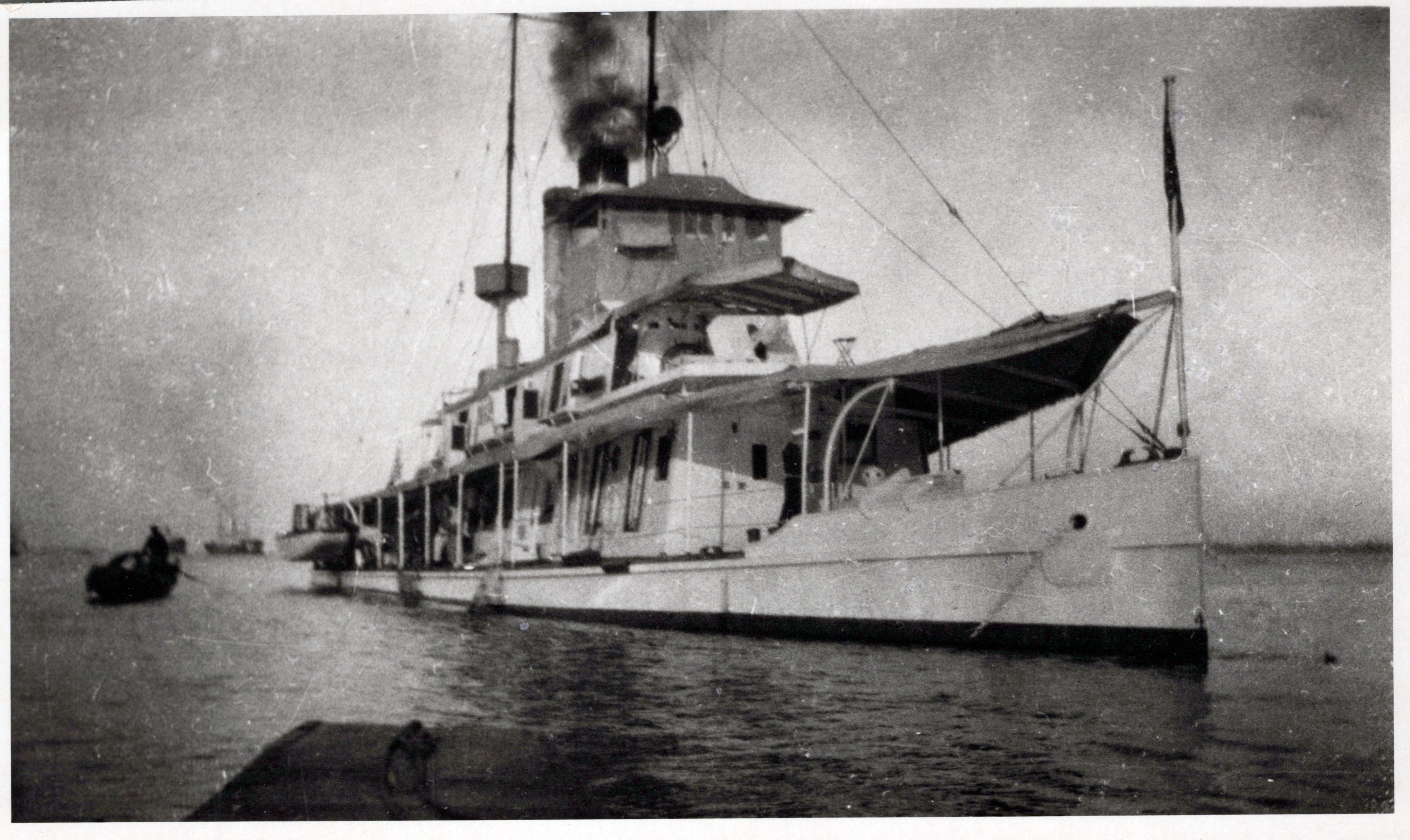
USS Palos (1926)
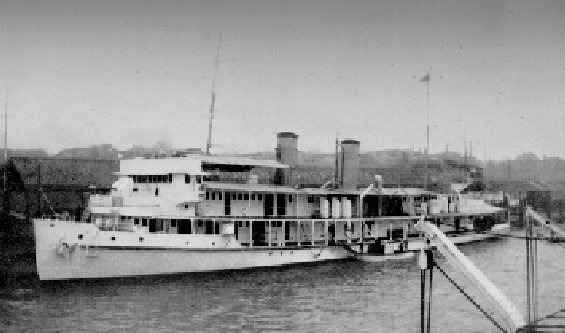
USS Luzon (1927-1942)
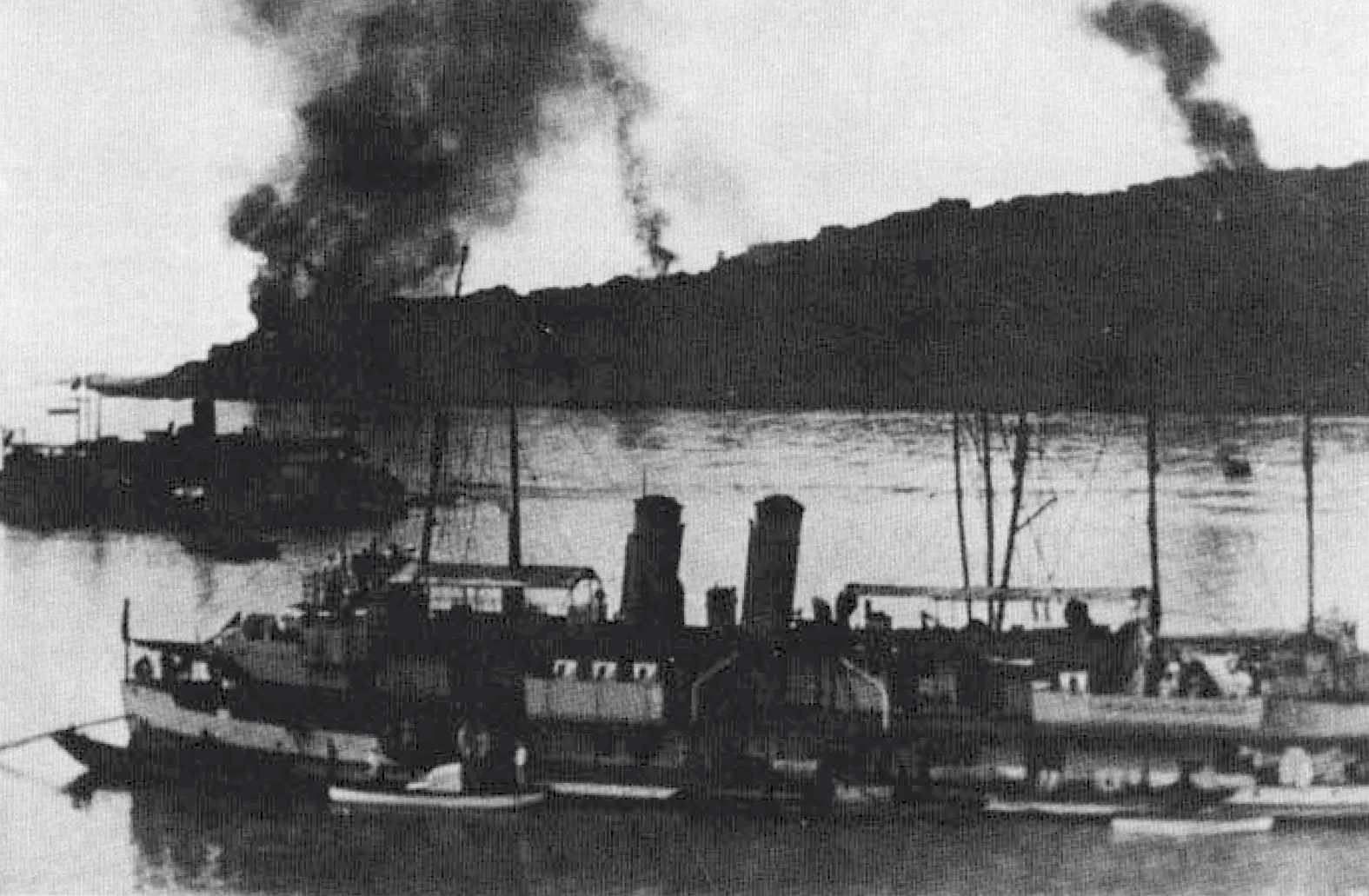
USS Tutuila (1928-1937)
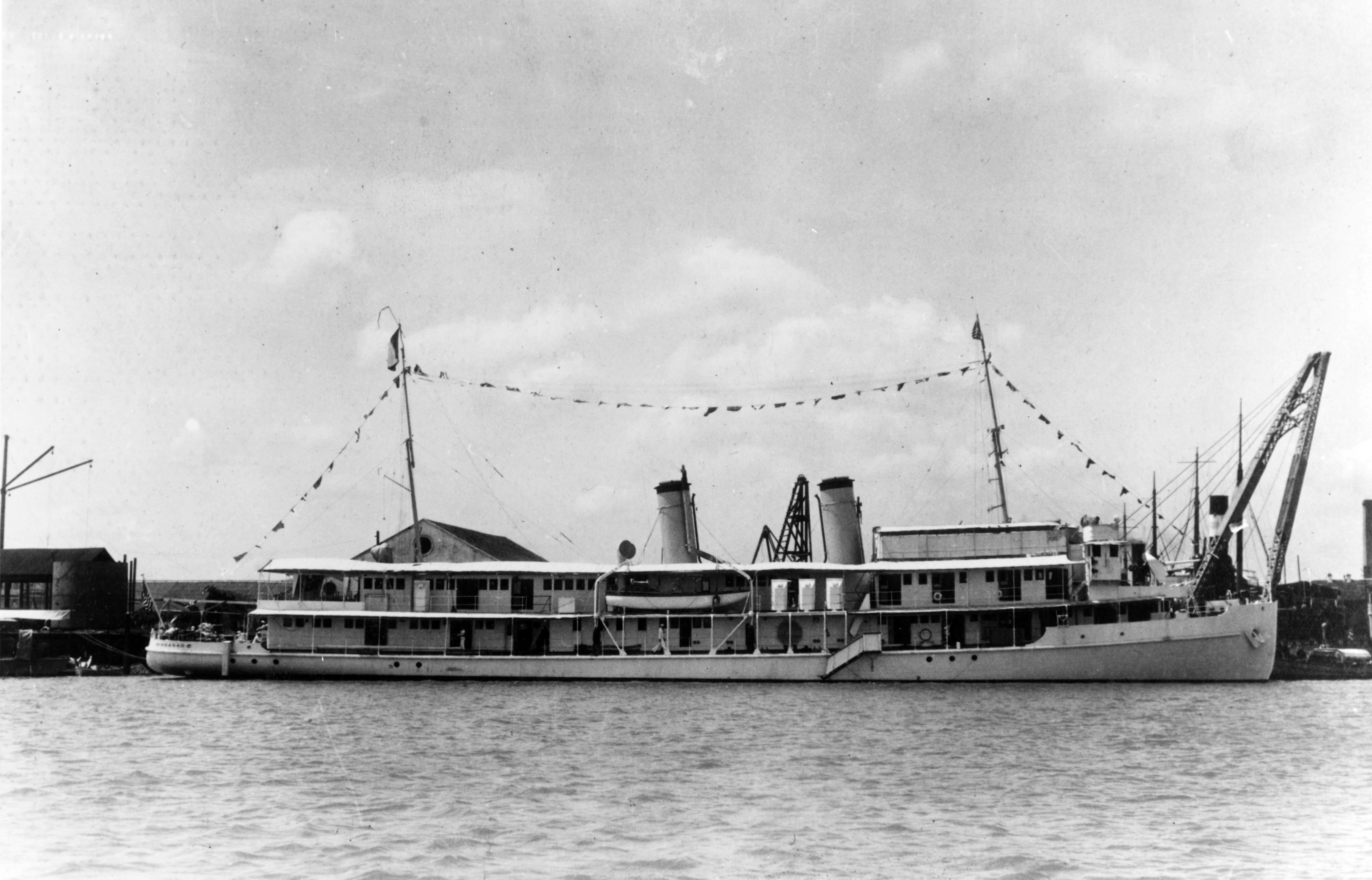
USS Mindanao (1928-1941)
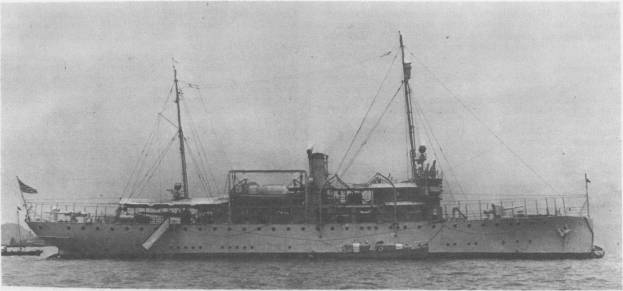
USS Tulsa (1929-1941)
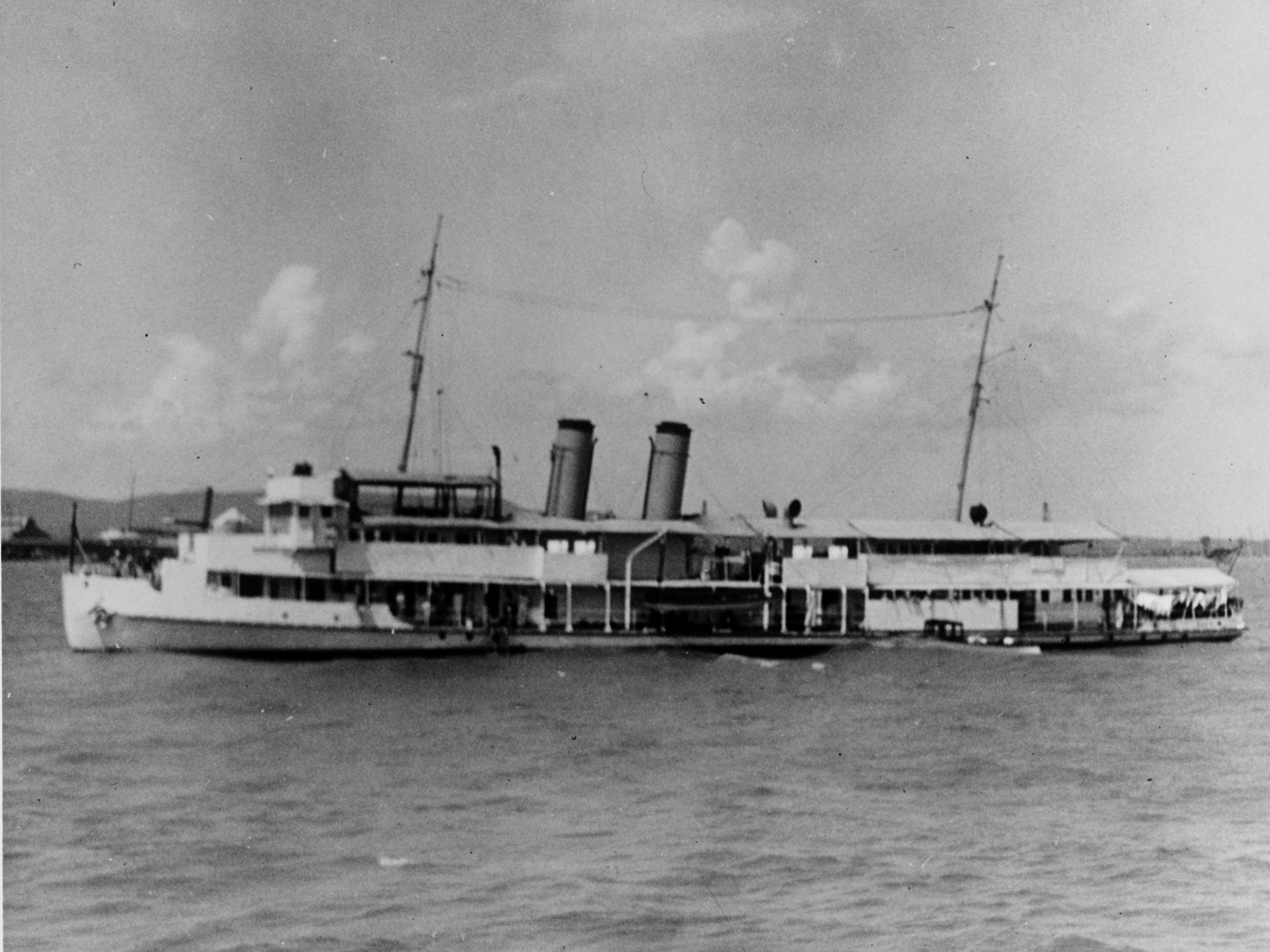
USS Oahu (1934-1941)
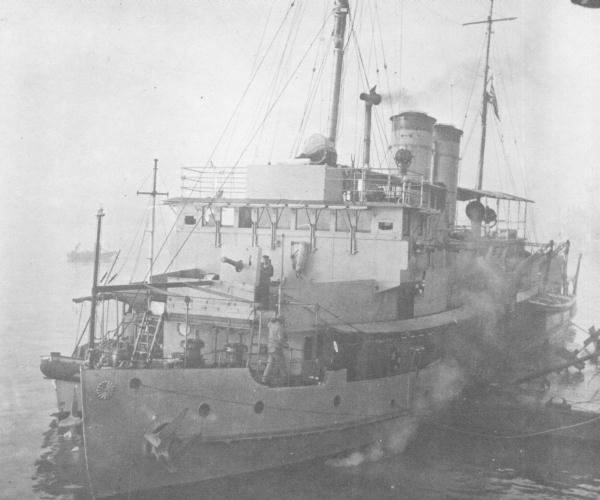
Le navire de guerre japonais Tatara, anciennement USS Wake (U.S. Navy service 1927-1941)
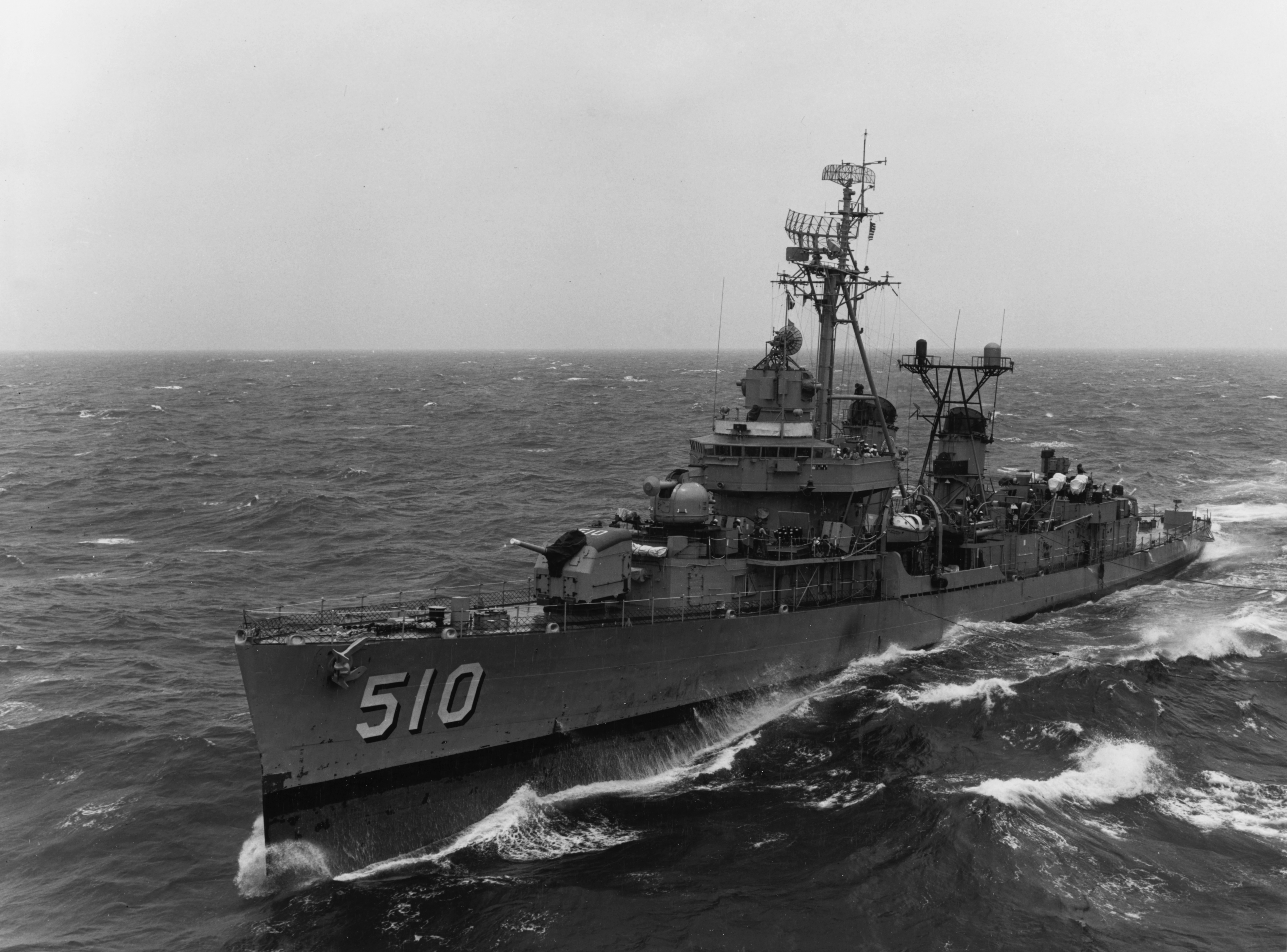
USS Eaton (1945)
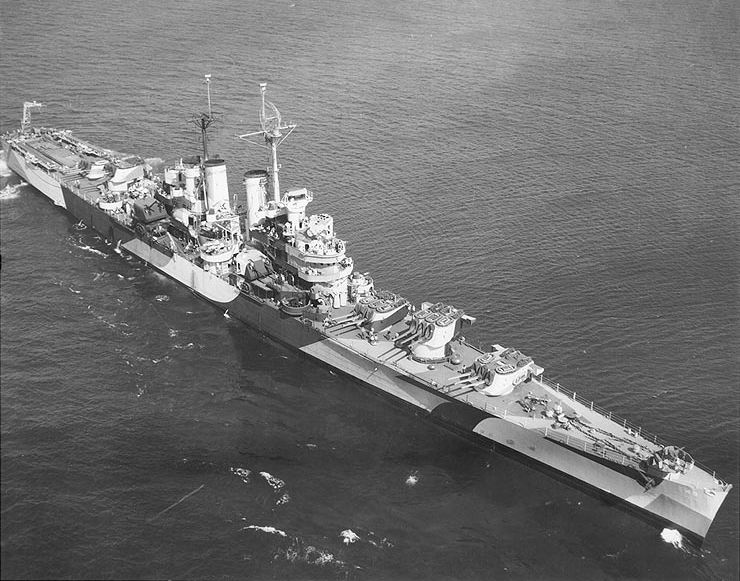
USS St. Louis (1945)

## Culture populaire
- Dans la fiction, l'USS San Pablo, canonnière de la patrouille du Yangtsé dans le célèbre roman de Richard McKenna, The Sand Pebbles, dont l'action se déroule en 1926, a été conçue sur le modèle de l'USS Villalobos, un navire de 31 ans capturé à l'Espagne pendant la guerre hispano-américaine de 1898. À bien des égards, il ressemblait aux caractéristiques de conception des canonnières de 1928. McKenna a servi à bord de l'une de ces nouvelles canonnières une décennie après l'époque de son roman. Le film La Canonnière du Yang-Tsé (titre original : The Sand Pebbles) de 1966 est basé sur ce roman.
- William Lederer, l'auteur du roman de 1958 The Ugly American, a servi sur la canonnière USS Tutuila à peu près à la même époque que McKenna.
- Kemp Tolley, un officier qui a servi en tant qu'"Executive officer" (Commandant en second) de la canonnière USS Tutuila dans les années 1930, a écrit Yangtze Patrol, une histoire - bien accueillie par les lecteurs - de la patrouille.
- L'acteur Jack Warden était un marin engagé dans la patrouille du Yangtsé à la fin des années 1930, avant la Seconde Guerre mondiale.

## Source
- (en) Cet article est partiellement ou en totalité issu de l’article de Wikipédia en anglais intitulé « Yangtze Patrol » (voir la liste des auteurs).